# IU Internationale Hochschule
IU Internationale Hochschule (do 2021 IUBH Internationale Hochschule, do 2017 Internationale Hochschule Bad Honnef / Bonn) jest uznaną przez państwo prywatną uczelnią zawodową (Fachhochschule) z siedzibą w Erfurcie i z 28 lokalizacjami w Niemczech.

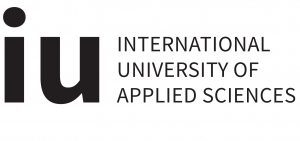

Oferuje studia stacjonarne, dualne, a także w formie kształcenia na odległość, zarówno w języku niemieckim, jak i angielskim. Uczelnia kształci obecnie ponad 85 000 studentów i jest największą uczelnią w Niemczech od 2021 roku.

## Historia
IU został założony w 1998 roku jako Międzynarodowy Uniwersytet Nauk Stosowanych Bad Honnef / Bonn (IFH) w Bad Honnef, w semestrze zimowym 2000/2001 nauczanie rozpoczęło 23 studentów.
Uczelnia początkowo rozpoczęła działalność w „Feuerschlößchen”, dawnej siedzibie Wilhelma Girardeta, na północ od centrum Bad Honnef. W 2000 roku przeniosła się na dawne miejsce historycznego Bischofshof w dzielnicy Bad Honnef-Beuel, które wcześniej było wykorzystywane przez szkołę handlową. Zabytkowy kompleks budynków został rozbudowany w 2005 roku o dwa akademiki i stołówkę. W lutym 2007 roku oddano do użytku nowy budynek administracyjny z biblioteką, salami seminaryjnymi i biurami.
W lipcu 2009 r. Niemiecka Rada Nauki i Nauk Humanistycznych (Wissenschaftsrat) instytucjonalnie akredytowała uczelnię na dziesięć lat. W 2021 r. została ona ponownie akredytowana na kolejne pięć lat. W 2010 roku została członkiem Konferencji Rektorów Niemiec.
W połowie 2013 roku IU połączyła się z prywatną Adam-Ries-Fachhochschule w Erfurcie, a tym samym rozszerzyła swoją ofertę o model studiów dualnych. W marcu 2016 r. połączyła się z Hochschule für internationale Wirtschaft und Logistik (HIWL) w Bremie i od tego czasu oferuje dualne programy studiów także w tej lokalizacji.
W październiku 2017 roku została przemianowana z „Internationale Hochschule Bad Honnef / Bonn” na „IUBH Internationale Hochschule”. W marcu 2021 r. miała miejsce kolejna zmiana nazwy, na „IU Internationale Hochschule”.

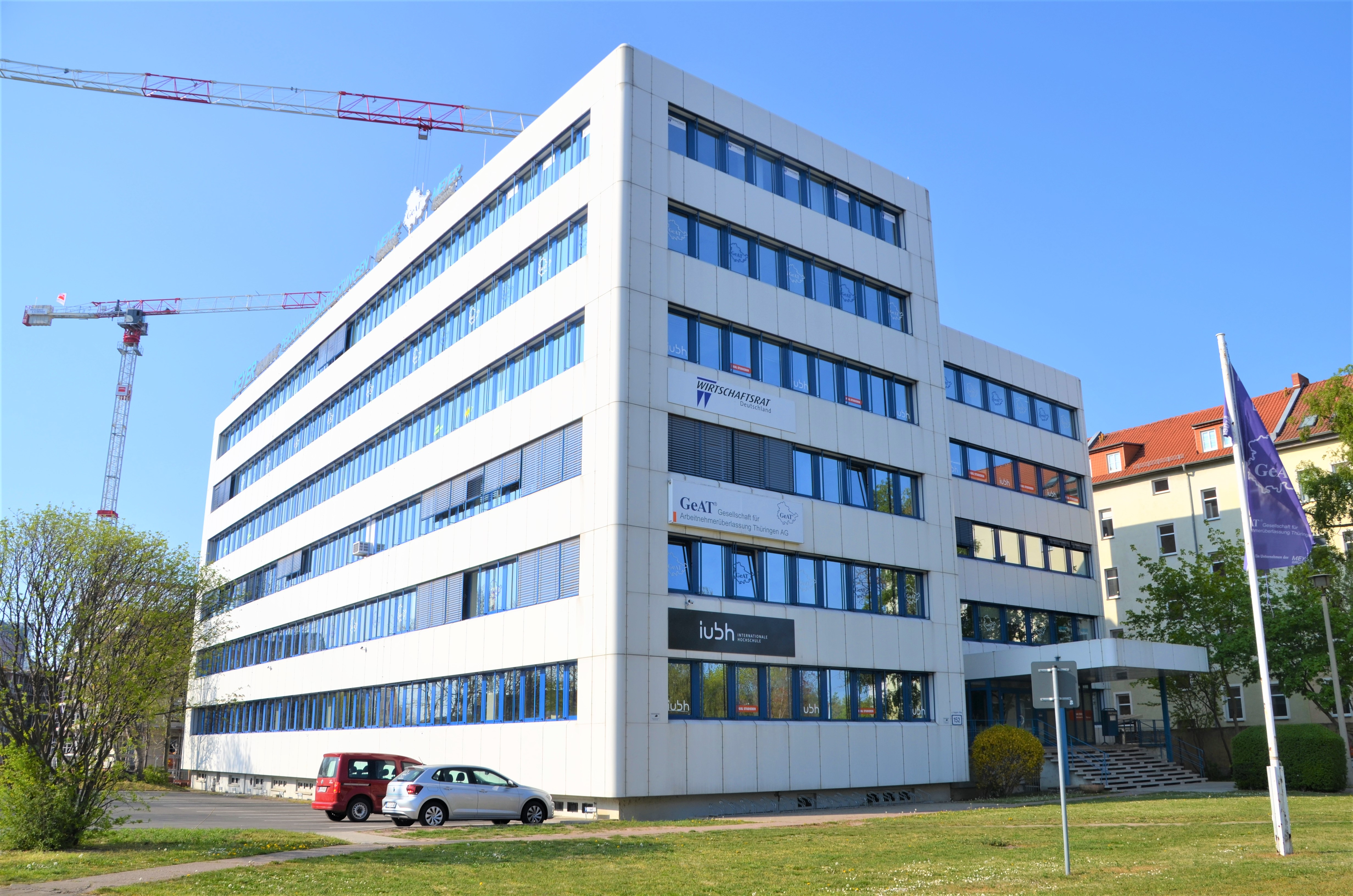
IU Campus Erfurt

W 2019 roku siedziba uczelni została przeniesiona do Erfurtu; od tego czasu podlega turyńskiej ustawie o szkolnictwie wyższym.

## Organizacja
Uczelnia jest uznawana przez państwo od 1999 roku i akredytowana przez Niemiecką Radę Nauki i Nauk Humanistycznych w 2009 i 2021 roku. Programy studiów i wewnętrzne zarządzanie jakością uczelni („akredytacja systemowa”) są dodatkowo akredytowane przez Fundację Akredytacji Międzynarodowej Administracji Biznesu (FIBAA) w imieniu Fundacji Rady Akredytacyjnej.
Uczelnia jest prowadzona przez IU Internationale Hochschule GmbH, której jedynym udziałowcem od 2007 roku jest Career Partner GmbH (od 2021 roku: IU Group N.V.). Od 2017 r. ta ostatnia jest własnością brytyjskiej grupy inwestorów Oakley; Wcześniej należała do monachijskiej firmy inwestycyjnej Auctus w latach 2007–2015, a w latach 2015–2017 do amerykańskiej Apollo Group.

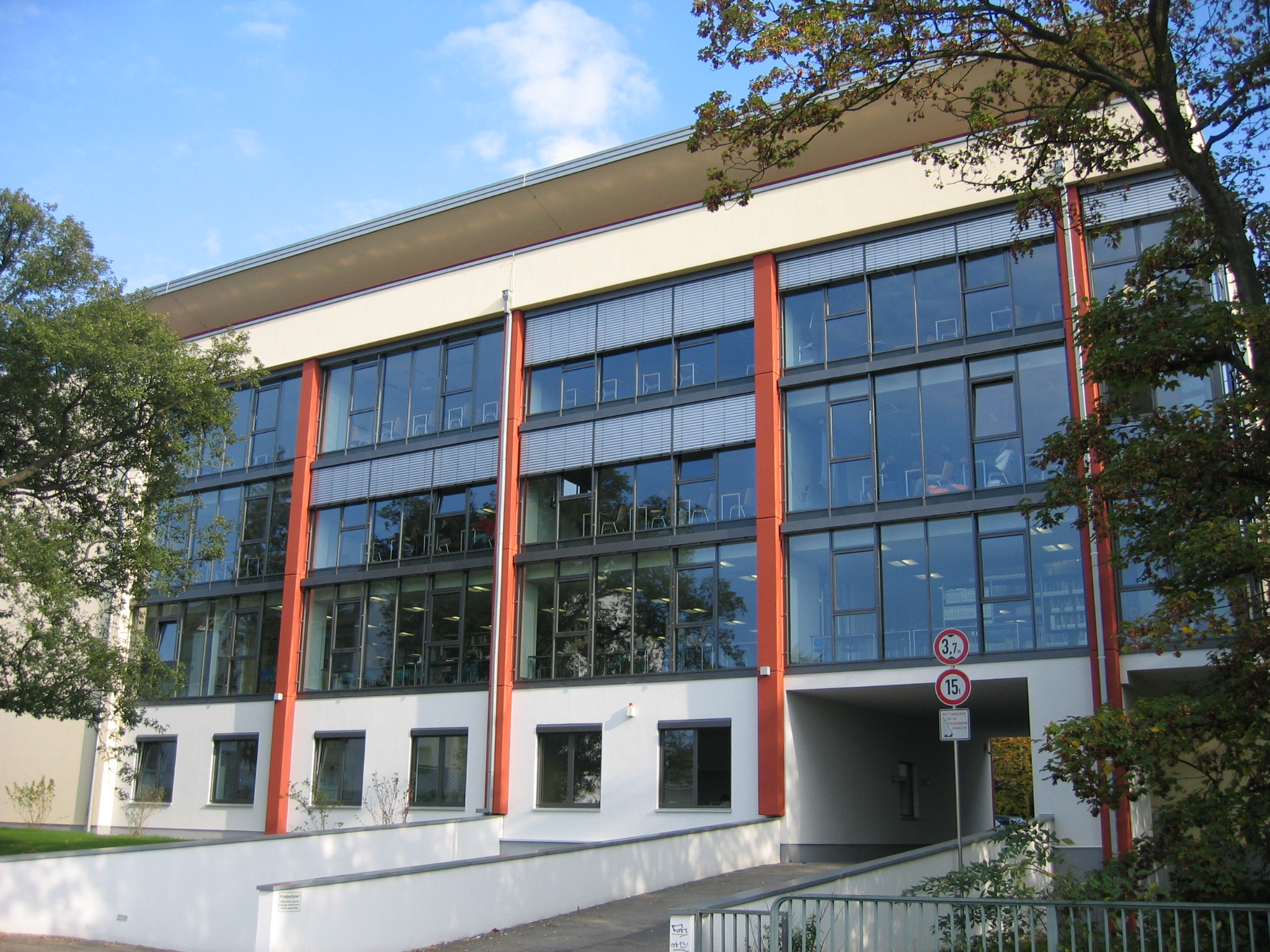
IU Campus Bad Honnef

Organami zarządzającymi uczelni są Rektorat, Senat i rada doradcza, która ma reprezentować interesy zawodowe departamentów i firm. Uczelnia jest wewnętrznie podzielona na tzw. jednostki wg zakresu studiów, z których każda podlega prorektoratowi. Ponadto uczelnia jest podzielona na w dużej mierze autonomiczne zarządzanie regionalne i lokalne, a także na dziewięć obszarów tematycznych.

## Lokalizacje
Oprócz „wirtualnego kampusu” uczelnia znajduje się obecnie w 28 lokalizacjach: Augsburg, Bad Honnef, Berlin, Bielefeld, Brunszwik, Brema, Dortmund, Drezno, Duisburg, Düsseldorf, Erfurt, Essen, Frankfurt nad Menem, Fryburg, Hamburg, Hanower, Karlsruhe, Kolonia, Lipsk, Lubeka, Moguncja, Mannheim, Monachium, Münster, Norymberga, Peine (do końca 2021 r.), Stuttgart i Ulm. W 2022 roku mają zostać dodane następujące lokalizacje: Akwizgran, Bochum, Kassel, Kilonia, Mönchengladbach, Poczdam, Ravensburg, Ratyzbona, Rostock, Saarbrücken i Wuppertal.
Dostępnych jest również wiele ośrodków egzaminacyjnych za granicą, w placówkach Goethe-Institut.

## Studia
Uczelnia oferuje około 200 programów studiów licencjackich, magisterskich i MBA w różnych formach kształcenia (kształcenie na odległość, studia łączone, MyStudium, studia dualne) w następujących obszarach tematycznych:
- Projektowanie, architektura i budownictwo
- Zdrowie
- Hotelarstwo, turystyka i eventy
- Zasoby ludzkie
- IT i technologia
- Marketing i komunikacja
- Nauki społeczne
- Transport i logistyka
- Gospodarka i zarządzanie